# The Master Plan (1954)
The Master Plan é um filme britânico de drama noir de 1954 dirigido por Cy Endfield e estrelado por Norman Wooland, Tilda Thamar e Wayne Morris. Está situado na sede da OTAN. Baseado em um teleplay Operation North Star de Harald Bratt, foi produzido como um segundo longa. Foi feito no Southall Studios com cenários desenhados pelo diretor de arte Scott MacGregor.

## Sinopse
Após a Segunda Guerra Mundial, um oficial do exército estadunidense estacionado na Alemanha Ocidental é designado para manter as informações classificadas longe dos comunistas. Infelizmente, os agentes inimigos sabem que ele sofre de blecautes repentinos e usam isso para hipnotizá-lo e fazer parecer que ele é um traidor.

## Elenco
- Norman Wooland como Coronel Mark Cleaver
- Tilda Thamar como Helen Quaid
- Wayne Morris como Major Thomas Brent
- Mary Mackenzie como Senhorita Gray
- Arnold Bell como General Harry Goulding
- Marjorie Stewart como Yvonne Goulding
- Laurie Main como Johnny Orwell
- Frederick Schrecker como Doutor Morganstern
- Richard Marner como Homem
- Alan Tilvern como Otto Szimek
- Lucienne Hill como 	Kathleen Steffanson
- John Gabriel como Dr. Horn

## Recepção da critica
A TV Guide escreveu, “a história intrigante sofre de técnicas de produção ineficientes.”